# 2032
2032 (MMXXXII) va fi un an bisect al calendarului gregorian, care va începe într-o zi de joi.